# Daniel Dumbrăvanu
Daniel Dumbrăvanu, né le 22 juillet 2001 à Bălţi, est un footballeur international moldave qui évolue au poste de défenseur central à la SPAL.

## Biographie

### Carrière en club
Dumbravanu est formé au Zaria Bălți où il commence sa carrière en championnat moldave, jouant notamment deux matchs de qualification à la Ligue Europa,, avant de rejoindre le Genoa à l'été 2018,.
En janvier 2020, il est prêté à Pescara en Serie B. Intégré dans un premier temps à l'équipe primavera, Dumbrăvanu ne passe néanmoins pas dans l'équipe première comme prévu, au cours d'une saison interrompue début mars par la pandémie. De retour à Gênes, il signe finalement son premier contrat professionnel avec le club doyen italien fin 2020,.
Il fait ses débuts senior avec le Genoa le 13 janvier 2021, titularisé pour le huitième de finale de la coupe d'Italie contre la Juventus de Cristiano Ronaldo : il est remplacé dans les prolongations alors que le score est de 2-2, les Turinois finissant par remporter le match grâce à un but de Hamza Rafia,. Il devient ainsi seulement le quatrième joueur moldave à jouer au plus haut niveau italien.
En parallèle de ces débuts et de plusieurs apparitions sur le banc en Serie A, il s'illustre surtout lors de cette saison en championnat primavera, où son équipe joue dans le Top 16 national.
Pour la saison 2021-22, afin de gagner en temps de jeu en équipe senior, Dumbrăvanu est prêté en Serie C à la Lucchese. 
Le 12 juillet 2022, Dumbravanu rejoint la SPAL pour un contrat permanent jusqu'au 30 juin 2025. Il est immédiatement prêté au club chypriote de l'APOEL Nicosie. N'ayant pas eu de temps de jeu à Chypre, le 31 janvier 2023, le défenseur est rappelé par la SPAL,.

### Carrière en sélection
International moldave en équipes de jeunes, Dumbrăvanu apparait comme un des jeunes moldaves les plus prometteurs, au sein d'un pays à l'histoire footballistique plus que modeste.
Il est appelé une première fois en sélection moldave senior par Roberto Bordin (en) pour les matchs de qualification à la Coupe du monde en mars 2021. Il fait ses débuts internationaux le 31 mars 2021, entrant en jeu à la 80e minute du match contre Israël, où le score de 1-4 en faveur de ces derniers est déjà acquis,.